# Diego Garcia
Diego Garcia er en britisk atol i Det Indiske Ocean, med et areal på ca. 44 km2, beliggende ca.1.600 km syd for den sydlige del  af  Indien.
Atollen har fungeret som militærbase for de amerikanske styrker siden 1960'erne.
Den oprindelige befolkning er tvangsforflyttet.
Atollen er del af Chagosøerne, et arkipelag i Det Indiske Ocean, som tilhører Storbritannien.
I 1966 indgik Storbritannien en 70-årig aftale med USA om anvendelse af atollen som militærbase.
Mellem 1967 og 1973 tvangsforflyttede den britiske regering alle øboerne, ca. 2.000 personer, i forbindelse med opbygning af basen samt af sikkerhedshensyn.
Basen er vigtig for amerikanerne, som har anvendt den i forbindelse med Golfkrigene i 1991 og 2003 samt krigen i  Afghanistan.